# Coldplay/Auszeichnungen für Musikverkäufe

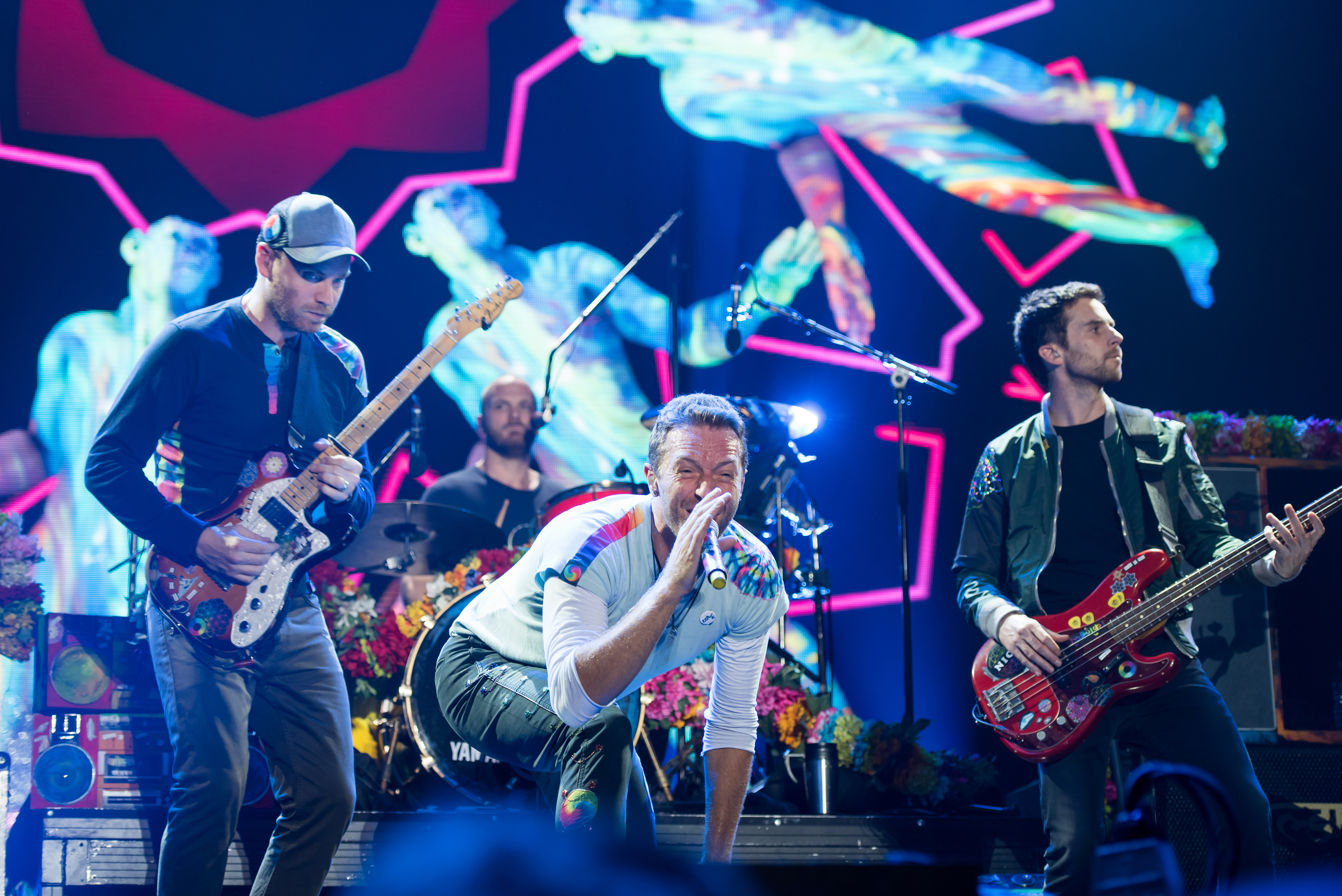
Coldplay live (2017)

Dies ist eine Übersicht über die Auszeichnungen für Musikverkäufe der britischen Pop-Musikgruppe Coldplay. Die Auszeichnungen finden sich nach ihrer Art (Gold, Platin usw.), nach Staaten getrennt in chronologischer Reihenfolge, geordnet sowie nach den Tonträgern selbst in alphabetischer Reihenfolge, getrennt nach Medium (Alben, Singles usw.), wieder.

## Auszeichnungen
| - Vereinigtes Königreich - 2008: für das Album Prospekt’s March - 2018: für das Album 4D Catalogue Set - 2019: für die Single A Head Full of Dreams - 2020: für die Single Talk - 2020: für das Album The Butterfly Package - 2021: für die Single Midnight - 2022: für die Single Don’t Panic - 2023: für die Single Shiver - 2024: für die Single Let Somebody Go - 2024: für die Single God Put a Smile upon Your Face - 2024: für das Lied Birds - 2025: für die Single We Pray - 2025: für die Single Green Eyes - 2025: für die Single Lost! - Argentinien - 2014: für das Album Ghost Stories - 2016: für das Album A Head Full of Dreams - Australien - 2003: für das Album Coldplay Live 2003 - 2008: für die Single Violet Hill - Belgien - 2011: für die Single Paradise - 2011: für die Single Every Teardrop Is a Waterfall - 2016: für die Single Adventure of a Lifetime - 2022: für die Single Higher Power - Brasilien - 2003: für das Album A Rush of Blood to the Head - 2005: für das Album X&Y - 2019: für die Single Orphans - Chile - 2015: für das Album A Head Full of Dreams - Dänemark - 2008: für die Single Speed of Sound - 2011: für das Streaming Every Teardrop Is a Waterfall - 2012: für die Single Princess of China - 2013: für das Streaming Viva la Vida - 2014: für das Streaming The Scientist - 2018: für die Single Everglow - 2023: für die Single Higher Power - 2023: für die Single Trouble - 2024: für das Lied Sparks - 2024: für das Album Music of the Spheres - Deutschland - 2002: für das Album Parachutes - 2022: für die Single My Universe - 2022: für die Single Higher Power - Finnland - 2003: für das Album A Rush of Blood to the Head - 2010: für die Single Viva la Vida - Frankreich - 2012: für die Single Paradise - 2015: für das Album Ghost Stories Live 2014 - 2015: für die Single A Sky Full of Stars - 2016: für die Single Adventure of a Lifetime - 2020: für das Album Live in Buenos Aires - 2022: für die Single Higher Power - 2023: für die Single Orphans - 2024: für die Single Let Somebody Go - 2024: für die Single Feels Like I’m Falling in Love - 2024: für das Album Moon Music - Griechenland - 2005: für das Album X&Y - 2007: für das Album A Rush of Blood to the Head - 2008: für das Album Viva la Vida or Death and All His Friends - Island - 2001: für das Album Parachutes - Italien - 2012: für das Album Live 2012 - 2012: für die Single Charlie Brown - 2014: für die Single Midnight - 2017: für das Album 4D Catalogue Set - 2017: für die Single Trouble - 2017: für das Album Kaleidoscope EP - 2017: für die Single Miracles (Someone Special) - 2018: für das Lied Birds - 2019: für das Lied Fun - 2021: für die Single In My Place - 2021: für die Single Orphans - 2023: für die Single Speed of Sound - 2023: für das Lied Sparks - 2024: für die Single Let Somebody Go - 2025: für das Album Moon Music - Japan - 2003: für das Album A Rush of Blood to the Head - 2005: für das Album X&Y - 2008: für die Single Viva la Vida (Mobile Downloads) - 2009: für die Single Viva la Vida (Downloads) - 2012: für das Album Mylo Xyloto - Kanada - 2006: für die Single Speed of Sound - 2009: für den Ringtone Viva la Vida - 2017: für die Single Everglow - 2021: für die Single Higher Power - 2022: für das Album Music of the Spheres - 2025: für die Single Feels Like I’m Falling in Love - Mexiko - 2003: für das Videoalbum Coldplay Live 2003 - 2013: für die Single Princess of China - 2014: für das Album Ghost Stories - 2016: für die Single Adventure of a Lifetime - 2022: für das Album Music of the Spheres - Neuseeland - 2004: für das Album Coldplay Live 2003 - 2012: für die Single Princess of China - 2013: für die Single Every Teardrop Is a Waterfall - 2015: für die Single Violet Hill - 2018: für das Album Live 2012 - 2021: für die Single Speed of Sound - 2024: für das Album Music of the Spheres - 2024: für die Single Higher Power - 2024: für das Album Everyday Life - Niederlande - 2019: für das Album Everyday Life - Österreich - 2005: für das Videoalbum Coldplay Live 2003 - 2011: für das Album Mylo Xyloto - 2016: für das Album A Head Full Of Dreams - 2016: für die Single A Sky Full of Stars - 2016: für die Single Hymn for the Weekend - 2025: für die Single Feels Like I’m Falling in Love - 2025: für die Single We Pray - Polen - 2016: für die Single Up&Up - 2021: für die Single Everglow - 2022: für das Album Music of the Spheres - 2023: für das Album Everyday Life - 2023: für die Single Higher Power - 2025: für die Single We Pray - Portugal - 2003: für das Album A Rush of Blood to the Head - 2019: für das Album Ghost Stories - 2023: für das Album 4D Catalogue Set - 2023: für die Single Let Somebody Go - 2023: für die Single In My Place - 2025: für die Single We Pray - Russland - 2005: für das Album X&Y - Schweden - 2003: für das Album A Rush of Blood to the Head - 2016: für das Album A Head Full of Dreams - Schweiz - 2002: für das Album Parachutes - 2002: für das Album A Rush of Blood to the Head - 2012: für die Single Every Teardrop Is a Waterfall - 2014: für die Single Magic - 2016: für die Single Adventure of a Lifetime - 2025: für die Single Feels Like I’m Falling in Love - Singapur - 2019: für das Album A Rush of Blood to the Head - Spanien - 2001: für das Album Parachutes - 2005: für das Album A Rush of Blood to the Head - 2012: für das Videoalbum Live 2012 - 2014: für das Album Ghost Stories - 2014: für das Streaming Magic - 2022: für das Album Everyday Life - 2022: für das Album Music of the Spheres - 2023: für die Single Everglow - 2023: für die Single Every Teardrop Is a Waterfall - 2023: für die Single Everyday Life - 2023: für die Single In My Place - 2023: für die Single Let Somebody Go - 2023: für die Single Orphans - 2023: für die Single Trouble - 2024: für die Single Princess of China - 2024: für das Lied Sparks - 2024: für die Single A Head Full of Dreams - 2024: für die Single Speed of Sound - 2024: für die Single Up&Up - 2024: für die Single Feels Like I’m Falling in Love - 2024: für die Single We Pray - 2025: für das Album Moon Music - Türkei - 2009: für das Album Viva la Vida or Death and All His Friends - Vereinigte Staaten - 2003: für das Album Coldplay Live 2003 - 2005: für die Single Speed of Sound - Vereinigtes Königreich - 2014: für das Album Ghost Stories Live 2014 - 2021: für das Album Music of the Spheres - 2021: für die Single In My Place - 2024: für die Single Up&Up - 2025: für die Single Feels Like I’m Falling in Love - 2025: für die Single Orphans - 2025: für die Single Violet Hill - Frankreich - 2003: für das Album Parachutes - 2003: für das Album A Rush of Blood to the Head | - Argentinien - 2001: für das Album Parachutes - 2003: für das Videoalbum Coldplay Live 2003 - Australien - 2012: für die Single Every Teardrop Is a Waterfall - 2012: für die Single Princess of China - 2022: für die Single My Universe - 2024: für die Single Christmas Lights - 2024: für die Single Everglow - 2024: für die Single Higher Power - 2024: für die Single Orphans - 2024: für die Single Speed of Sound - 2024: für die Single Up&Up - 2025: für die Single Feels Like I’m Falling in Love - Belgien - 2011: für die Single Viva la Vida - 2011: für das Album Mylo Xyloto - 2015: für das Album Ghost Stories - 2016: für das Album A Head Full of Dreams - 2016: für die Single Magic - 2016: für die Single Hymn for the Weekend - Brasilien - 2008: für die Single Violet Hill - 2009: für die Single Viva la Vida - 2009: für das Lied 42 - 2009: für das Lied Death and All His Friends - 2022: für das Album Music of the Spheres - 2022: für die Single Let Somebody Go - 2022: für die Single Higher Power - 2024: für die Single Paradise - Chile - 2011: für das Album Viva la Vida or Death and All His Friends - Dänemark - 2012: für das Streaming Paradise - 2013: für das Streaming Princess of China - 2014: für das Streaming Magic - 2014: für das Streaming A Sky Full of Stars - 2022: für die Single Yellow - 2023: für die Single Christmas Lights - 2023: für die Single My Universe - 2024: für die Single Clocks - Deutschland - 2020: für die Single Adventure of a Lifetime - 2023: für die Single Christmas Lights - 2023: für die Single Paradise - 2024: für die Single Yellow - 2025: für die Single The Scientist - Europa - 2014: für das Album Ghost Stories - Finnland - 2006: für das Album X&Y - 2008: für das Album Viva la Vida or Death and All His Friends - 2011: für das Album Mylo Xyloto - Frankreich - 2012: für das Album Live 2012 - 2020: für das Album Everyday Life - 2022: für das Album Music of the Spheres - 2025: für die Single We Pray - Griechenland - 2023: für die Single Something Just Like This - 2023: für die Single Viva la Vida - Hongkong - 2013: für das Album Viva la Vida or Death and All His Friends - Italien - 2011: für die Single Every Teardrop is a Waterfall - 2012: für die Single Princess of China - 2017: für die Single Everglow - 2017: für die Single Clocks - 2017: für die Single Ink - 2018: für die Single A Head Full of Dreams - 2019: für das Album X&Y - 2021: für die Single Christmas Lights - 2023: für das Album Everyday Life - 2023: für die Single Higher Power - 2024: für das Album Music of the Spheres - Japan - 2008: für das Album Viva la Vida or Death and All His Friends - 2024: für das Streaming Something Just Like This - Kanada - 2017: für die Single Magic - Kolumbien - 2011: für das Album Mylo Xyloto - Mexiko - 2002: für das Album A Rush of Blood to the Head - 2007: für das Album X&Y - 2011: für die Single Paradise - 2011: für das Album Mylo Xyloto - 2016: für die Single A Sky Full of Stars - 2020: für die Single Something Just Like This - Neuseeland - 2015: für die Single Magic - 2024: für die Single My Universe - 2024: für die Single Everglow - Niederlande - 2001: für das Album Parachutes - 2003: für das Album A Rush of Blood to the Head - 2005: für das Album X&Y - 2008: für das Album Viva la Vida or Death and All His Friends - 2011: für das Album Mylo Xyloto - 2016: für das Album A Head Full Of Dreams - Norwegen - 2001: für das Album Parachutes - 2011: für das Album Mylo Xyloto - Österreich - 2004: für das Album A Rush of Blood to the Head - 2005: für das Album X&Y - 2016: für das Album Ghost Stories - 2017: für die Single Something Just Like This - 2022: für die Single My Universe - 2023: für die Single Higher Power - Polen - 2008: für das Album Viva la Vida or Death and All His Friends - 2021: für das Album Parachutes - 2023: für die Single My Universe - Portugal - 2003: für das Videoalbum Coldplay Live 2003 - 2023: für die Single Higher Power - 2023: für die Single Clocks - 2023: für die Single Magic - Russland - 2013: für das Album Viva la Vida or Death and All His Friends - Schweden - 2001: für das Album Parachutes - 2006: für das Album X&Y - 2008: für das Album Viva la Vida or Death and All His Friends - 2012: für das Album Mylo Xyloto - 2016: für die Single Hymn for the Weekend - 2022: für die Single My Universe - Schweiz - 2009: für die Single Viva la Vida - 2014: für die Single A Sky Full of Stars - 2016: für das Album A Head Full of Dreams - Singapur - 2019: für das Album Ghost Stories - 2020: für die Single Something Just Like This - Spanien - 2014: für das Streaming Magic - 2014: für das Streaming A Sky Full of Stars - 2016: für das Album A Head Full of Dreams - 2023: für die Single Clocks - 2023: für die Single Higher Power - 2024: für die Single Magic - Ungarn - 2014: für das Album Ghost Stories Live 2014 - Vereinigte Staaten - 2011: für das Album Mylo Xyloto - 2015: für die Single Magic - 2016: für das Album A Head Full of Dreams - 2022: für die Single My Universe - Vereinigtes Königreich - 2017: für die Single Magic - 2020: für die Single Everglow - 2021: für die Single Every Teardrop Is a Waterfall - 2023: für die Single My Universe - 2023: für die Single Higher Power - 2024: für das Lied Sparks - 2024: für die Single Charlie Brown - 2024: für die Single Speed of Sound - 2025: für die Single Trouble - 2025: für das Album Moon Music - 2025: für das Album Everyday Life - Deutschland - 2015: für das Album Ghost Stories - Mexiko - 2017: für das Album A Head Full of Dreams - Argentinien - 2009: für das Album Viva la Vida or Death and All His Friends - Australien - 2012: für das Album Mylo Xyloto - 2024: für das Lied Sparks - 2024: für das Album A Head Full of Dreams - Belgien - 2006: für das Album Parachutes - 2006: für das Album X&Y - 2006: für das Album A Rush of Blood to the Head - 2016: für die Single A Sky Full of Stars - Dänemark - 2022: für die Single Paradise - 2023: für die Single Fix You - 2023: für die Single A Sky Full of Stars - 2024: für die Single Adventure of a Lifetime - 2024: für das Album Ghost Stories - 2025: für die Single The Scientist - Deutschland - 2011: für das Videoalbum Coldplay Live 2003 - 2019: für das Album Mylo Xyloto - 2022: für die Single A Sky Full of Stars - 2023: für die Single Hymn for the Weekend - 2023: für das Album A Rush of Blood to the Head - 2024: für das Album A Head Full of Dreams - Frankreich - 2008: für das Album X&Y - Irland - 2011: für das Album Mylo Xyloto - Italien - 2014: für das Album Viva la Vida or Death and All His Friends - 2017: für die Single Up&Up - 2023: für die Single My Universe - 2024: für das Album Parachutes - 2025: für das Album A Rush of Blood to the Head - Kanada - 2001: für das Album Parachutes - 2017: für das Album Ghost Stories - 2017: für das Album A Head Full of Dreams - 2017: für die Single Adventure of a Lifetime - 2022: für die Single My Universe - Neuseeland - 2020: für das Album Ghost Stories - 2024: für die Single Clocks - Österreich - 2009: für das Album Viva la Vida or Death and All His Friends - Polen - 2016: für das Album Ghost Stories - 2022: für die Single Adventure of a Lifetime - Portugal - 2005: für das Album X&Y - 2012: für das Album Viva la Vida or Death and All His Friends - 2017: für das Album A Head Full of Dreams - 2019: für das Album Mylo Xyloto - 2023: für die Single My Universe - 2023: für die Single Paradise - 2023: für die Single Adventure of a Lifetime - 2025: für das Lied Sparks - Schweden - 2016: für die Single Adventure of a Lifetime - Schweiz - 2005: für das Album X&Y - 2012: für das Album Mylo Xyloto - 2015: für das Album Ghost Stories - 2017: für die Single Hymn for the Weekend - 2024: für die Single My Universe - Singapur - 2021: für das Album A Head Full of Dreams - Spanien - 2005: für das Album X&Y - 2008: für das Album Viva la Vida or Death and All His Friends - 2013: für das Album Mylo Xyloto - 2016: für die Single Adventure of a Lifetime - 2023: für die Single Paradise - 2024: für die Single My Universe - Ungarn - 2015: für das Album Ghost Stories - 2016: für das Album A Head Full of Dreams - Vereinigte Staaten - 2003: für das Album Parachutes - 2008: für das Album Viva la Vida or Death and All His Friends - 2023: für das Album Ghost Stories - 2023: für die Single Clocks - Vereinigtes Königreich - 2005: für das Videoalbum Live 2003 - 2015: für das Album Ghost Stories - 2024: für die Single Clocks - 2024: für die Single Princess of China - 2024: für die Single Christmas Lights | - Argentinien - 2004: für das Album A Rush of Blood to the Head - Australien - 2024: für die Single Adventure of a Lifetime - Belgien - 2009: für das Album Viva la Vida or Death and All His Friends - 2018: für die Single Something Just Like This - Dänemark - 2020: für das Album Mylo Xyloto - 2023: für das Album A Head Full of Dreams - 2023: für die Single Hymn for the Weekend - 2023: für die Single Something Just Like This - Deutschland - 2008: für das Album X&Y - 2022: für die Single Viva la Vida - 2023: für die Single Something Just Like This - Europa - 2011: für das Album Viva la Vida or Death and All His Friends - 2012: für das Album Mylo Xyloto - Frankreich - 2004: für das Videoalbum Coldplay Live 2003 - 2011: für das Album Mylo Xyloto - 2015: für das Album Ghost Stories - Italien - 2012: für die Single Paradise - 2014: für die Single Magic - 2018: für das Album Ghost Stories - 2019: für die Single The Scientist - 2023: für die Single Fix You - 2024: für die Single Yellow - Kanada - 2012: für die Single Paradise - 2012: für das Album Mylo Xyloto - 2017: für die Single A Sky Full of Stars - 2017: für die Single Hymn for the Weekend - Kolumbien - 2013: für das Album Viva la Vida or Death and All His Friends - Neuseeland - 2021: für das Album Mylo Xyloto - 2023: für das Album A Head Full of Dreams - 2024: für die Single Adventure of a Lifetime - 2025: für das Lied Sparks - Norwegen - 2013: für das Album Viva la Vida or Death and All His Friends - 2018: für die Single Something Just Like This - Polen - 2018: für das Album A Head Full of Dreams - Portugal - 2013: für das Videoalbum Live 2012 - 2023: für die Single Fix You - Schweiz - 2010: für das Album Viva la Vida or Death and All His Friends - Spanien - 2024: für die Single The Scientist - 2024: für die Single Fix You - 2025: für die Single Yellow - Vereinigte Staaten - 2005: für das Album X&Y - 2023: für die Single Adventure of a Lifetime - 2023: für die Single Fix You - 2023: für die Single Paradise - Vereinigtes Königreich - 2023: für die Single Adventure of a Lifetime - Deutschland - 2019: für das Album Viva la Vida or Death and All His Friends - Australien - 2009: für das Album Viva la Vida or Death and All His Friends - 2024: für die Single Clocks - 2024: für die Single Magic - 2024: für das Album Ghost Stories - 2024: für das Album Parachutes - Dänemark - 2025: für die Single Viva la Vida - Europa - 2006: für das Album Parachutes - Irland - 2008: für das Album Viva la Vida or Death and All His Friends - Italien - 2017: für die Single Adventure of a Lifetime - 2022: für das Album Mylo Xyloto - Kanada - 2003: für das Album A Rush of Blood to the Head - 2013: für das Videoalbum Live 2012 - Mexiko - 2010: für das Album Viva la Vida or Death and All His Friends - Neuseeland - 2001: für das Album Parachutes - 2024: für das Album Viva la Vida or Death and All His Friends - 2024: für die Single Hymn for the Weekend - Portugal - 2023: für die Single Hymn for the Weekend - Schweiz - 2018: für die Single Something Just Like This - Spanien - 2024: für die Single Hymn for the Weekend - 2024: für die Single A Sky Full of Stars - Vereinigte Staaten - 2005: für das Album A Rush of Blood to the Head - 2023: für die Single A Sky Full of Stars - 2023: für die Single The Scientist - 2023: für die Single Yellow - Vereinigtes Königreich - 2013: für das Videoalbum Live 2012 - 2019: für das Album A Head Full of Dreams - 2024: für die Single Fix You - 2024: für die Single Paradise - 2024: für die Single A Sky Full of Stars - 2025: für die Single The Scientist - 2025: für die Single Hymn for the Weekend - Argentinien - 2006: für das Album X&Y - Dänemark - 2024: für das Album Parachutes - 2024: für das Album Viva la Vida or Death and All His Friends - Europa - 2010: für das Album X&Y - 2011: für das Album A Rush of Blood to the Head - Italien - 2017: für die Single A Sky Full of Stars - 2021: für das Album A Head Full of Dreams - 2024: für die Single Viva la Vida - Kanada - 2008: für das Album X&Y - 2009: für das Album Viva la Vida or Death and All His Friends - Neuseeland - 2003: für das Album A Rush of Blood to the Head - 2024: für die Single Fix You - 2025: für die Single The Scientist - 2025: für die Single A Sky Full of Stars - 2025: für die Single Paradise - Portugal - 2024: für die Single A Sky Full of Stars - 2025: für die Single The Scientist - Spanien - 2024: für die Single Something Just Like This - Vereinigte Staaten - 2023: für die Single Hymn for the Weekend - 2023: für die Single Viva la Vida - Vereinigtes Königreich - 2016: für das Album Mylo Xyloto - 2017: für das Album Viva la Vida or Death and All His Friends - 2024: für die Single Yellow - 2024: für die Single Something Just Like This - Australien - 2012: für das Album X&Y - 2013: für die Single Paradise - 2024: für die Single Fix You - 2024: für die Single The Scientist - Dänemark - 2019: für das Album X&Y - 2024: für das Album A Rush of Blood to the Head - Kanada - 2018: für die Single Something Just Like This - Neuseeland - 2024: für das Album X&Y - Portugal - 2024: für die Single Something Just Like This - 2024: für die Single Viva la Vida - Vereinigte Staaten - 2004: für das Videoalbum Coldplay Live 2003 - Vereinigtes Königreich - 2025: für die Single Viva la Vida - Australien - 2012: für das Album A Rush of Blood to the Head - 2013: für das Videoalbum Live 2012 - Italien - 2018: für die Single Something Just Like This - Neuseeland - 2025: für die Single Yellow - 2025: für die Single Viva la Vida - Portugal - 2025: für die Single Yellow - Australien - 2012: für das Videoalbum Coldplay Live 2003 - 2024: für die Single A Sky Full of Stars - 2024: für die Single Hymn for the Weekend - Irland - 2005: für das Album X&Y - Italien - 2018: für die Single Hymn for the Weekend - Kanada - 2003: für das Videoalbum Coldplay Live 2003 - Neuseeland - 2025: für die Single Something Just Like This - Spanien - 2024: für die Single Viva la Vida - Australien - 2024: für die Single Viva la Vida - 2024: für die Single Yellow - Schweden - 2018: für die Single Something Just Like This - Vereinigtes Königreich - 2013: für das Album X&Y - 2018: für das Album Parachutes - Vereinigtes Königreich - 2020: für das Album A Rush of Blood to the Head - Australien - 2024: für die Single Something Just Like This - Brasilien - 2016: für das Album A Head Full of Dreams - 2022: für die Single My Universe - Frankreich - 2009: für das Album Viva la Vida or Death and All His Friends - 2012: für das Videoalbum Live 2012 - 2017: für die Single Something Just Like This - 2022: für das Album A Head Full of Dreams - 2023: für die Single My Universe - Mexiko - 2020: für die Single Something Just Like This - Polen - 2016: für die Single Hymn for the Weekend - 2024: für die Single Something Just Like This - Vereinigte Staaten - 2022: für die Single Something Just Like This - Mexiko - 2010: für das Album Viva la Vida or Death and All His Friends - Brasilien - 2023: für die Single Something Just Like This |

## Auszeichnungen nach Alben

### Parachutes
| Land/Region                  | Auszeichnungen für Musikverkäufe (Land/Region, Auszeichnung, Verkäufe) | Verkäufe    |
| ---------------------------- | ---------------------------------------------------------------------- | ----------- |
| Argentinien (CAPIF)          | Platin                                                                 | 60.000      |
| Australien (ARIA)            | 4× Platin                                                              | 280.000     |
| Belgien (BRMA)               | 2× Platin                                                              | (100.000)   |
| Dänemark (IFPI)              | 5× Platin                                                              | (100.000)   |
| Deutschland (BVMI)           | Gold                                                                   | (150.000)   |
| Europa (IFPI)                | 4× Platin                                                              | 4.000.000   |
| Frankreich (SNEP)            | 2× Gold                                                                | (200.000)   |
| Island (IFPI)                | Gold                                                                   | (6.000)     |
| Italien (FIMI)               | 2× Platin                                                              | (100.000)   |
| Kanada (MC)                  | 2× Platin                                                              | 200.000     |
| Neuseeland (RMNZ)            | 4× Platin                                                              | 60.000      |
| Niederlande (NVPI)           | Platin                                                                 | (80.000)    |
| Norwegen (IFPI)              | Platin                                                                 | (50.000)    |
| Polen (ZPAV)                 | Platin                                                                 | (20.000)    |
| Schweden (IFPI)              | Platin                                                                 | (80.000)    |
| Schweiz (IFPI)               | Gold                                                                   | (25.000)    |
| Spanien (Promusicae)         | Gold                                                                   | (50.000)    |
| Vereinigte Staaten (RIAA)    | 2× Platin                                                              | 5.600.000   |
| Vereinigtes Königreich (BPI) | 9× Platin                                                              | (2.740.000) |
| Insgesamt                    | 6× Gold · 39× Platin ·                                                 | 10.230.000  |

### A Rush of Blood to the Head
| Land/Region                  | Auszeichnungen für Musikverkäufe (Land/Region, Auszeichnung, Verkäufe) | Verkäufe    |
| ---------------------------- | ---------------------------------------------------------------------- | ----------- |
| Argentinien (CAPIF)          | 3× Platin                                                              | 120.000     |
| Australien (ARIA)            | 7× Platin                                                              | 490.000     |
| Belgien (BRMA)               | 2× Platin                                                              | (100.000)   |
| Brasilien (PMB)              | Gold                                                                   | 50.000      |
| Dänemark (IFPI)              | 6× Platin                                                              | (120.000)   |
| Deutschland (BVMI)           | 2× Platin                                                              | (600.000)   |
| Europa (IFPI)                | 5× Platin                                                              | 5.000.000   |
| Finnland (IFPI)              | Gold                                                                   | (16.708)    |
| Frankreich (SNEP)            | 2× Gold                                                                | (200.000)   |
| Griechenland (IFPI)          | Gold                                                                   | (10.000)    |
| Italien (FIMI)               | 2× Platin                                                              | (100.000)   |
| Japan (RIAJ)                 | Gold                                                                   | 100.000     |
| Kanada (MC)                  | 4× Platin                                                              | 400.000     |
| Mexiko (AMPROFON)            | Platin                                                                 | 150.000     |
| Neuseeland (RMNZ)            | 5× Platin                                                              | 75.000      |
| Niederlande (NVPI)           | Platin                                                                 | (80.000)    |
| Norwegen (IFPI)              | —                                                                      | (41.000)    |
| Österreich (IFPI)            | Platin                                                                 | (40.000)    |
| Portugal (AFP)               | Gold                                                                   | (20.000)    |
| Schweden (IFPI)              | Gold                                                                   | (30.000)    |
| Schweiz (IFPI)               | Gold                                                                   | (20.000)    |
| Singapur (RIAS)              | Gold                                                                   | 5.000       |
| Spanien (Promusicae)         | Gold                                                                   | (50.000)    |
| Vereinigte Staaten (RIAA)    | 4× Platin                                                              | 4.000.000   |
| Vereinigtes Königreich (BPI) | 10× Platin                                                             | (3.000.000) |
| Insgesamt                    | 11× Gold · 52× Platin ·                                                | 10.390.000  |

### Live 2003
| Land/Region               | Auszeichnungen für Musikverkäufe (Land/Region, Auszeichnung, Verkäufe) | Verkäufe |
| ------------------------- | ---------------------------------------------------------------------- | -------- |
| Australien (ARIA)         | Gold                                                                   | 35.000   |
| Neuseeland (RMNZ)         | Gold                                                                   | 7.500    |
| Vereinigte Staaten (RIAA) | Gold                                                                   | 500.000  |
| Insgesamt                 | 3× Gold ·                                                              | 542.500  |

### X&Y
| Land/Region                  | Auszeichnungen für Musikverkäufe (Land/Region, Auszeichnung, Verkäufe) | Verkäufe    |
| ---------------------------- | ---------------------------------------------------------------------- | ----------- |
| Argentinien (CAPIF)          | 5× Platin                                                              | 200.000     |
| Australien (ARIA)            | 6× Platin                                                              | 420.000     |
| Belgien (BRMA)               | 2× Platin                                                              | (100.000)   |
| Brasilien (PMB)              | Gold                                                                   | 50.000      |
| Dänemark (IFPI)              | 6× Platin                                                              | (120.000)   |
| Deutschland (BVMI)           | 3× Platin                                                              | (600.000)   |
| Europa (IFPI)                | 5× Platin                                                              | 5.000.000   |
| Finnland (IFPI)              | Platin                                                                 | (34.222)    |
| Frankreich (SNEP)            | 2× Platin                                                              | (400.000)   |
| Griechenland (IFPI)          | Gold                                                                   | (10.000)    |
| Irland (IRMA)                | 8× Platin                                                              | (120.000)   |
| Italien (FIMI)               | Platin                                                                 | (50.000)    |
| Japan (RIAJ)                 | Gold                                                                   | 100.000     |
| Kanada (MC)                  | 5× Platin                                                              | 500.000     |
| Mexiko (AMPROFON)            | Platin                                                                 | 100.000     |
| Neuseeland (RMNZ)            | 6× Platin                                                              | 90.000      |
| Niederlande (NVPI)           | Platin                                                                 | (80.000)    |
| Österreich (IFPI)            | Platin                                                                 | (30.000)    |
| Portugal (AFP)               | 2× Platin                                                              | (40.000)    |
| Russland (NFPF)              | Gold                                                                   | (10.000)    |
| Schweden (IFPI)              | Platin                                                                 | (60.000)    |
| Schweiz (IFPI)               | 2× Platin                                                              | (80.000)    |
| Spanien (Promusicae)         | 2× Platin                                                              | (200.000)   |
| Vereinigte Staaten (RIAA)    | 3× Platin                                                              | 3.000.000   |
| Vereinigtes Königreich (BPI) | 9× Platin                                                              | (2.800.000) |
| Insgesamt                    | 4× Gold · 71× Platin ·                                                 | 9.470.000   |

### Viva la Vida or Death and All His Friends
| Land/Region                  | Auszeichnungen für Musikverkäufe (Land/Region, Auszeichnung, Verkäufe) | Verkäufe    |
| ---------------------------- | ---------------------------------------------------------------------- | ----------- |
| Argentinien (CAPIF)          | 2× Platin                                                              | 80.000      |
| Australien (ARIA)            | 4× Platin                                                              | 280.000     |
| Belgien (BRMA)               | 3× Platin                                                              | 90.000      |
| Chile (IFPI)                 | Platin                                                                 | 15.000      |
| Dänemark (IFPI)              | 5× Platin                                                              | 100.000     |
| Deutschland (BVMI)           | 7× Gold                                                                | 700.000     |
| Europa (IFPI)                | 3× Platin                                                              | (3.000.000) |
| Finnland (IFPI)              | Platin                                                                 | 21.991      |
| Frankreich (SNEP)            | Diamant                                                                | 500.000     |
| Griechenland (IFPI)          | Gold                                                                   | 7.500       |
| Hongkong (IFPI/HKRIA)        | Platin                                                                 | 20.000      |
| Irland (IRMA)                | 4× Platin                                                              | 60.000      |
| Italien (FIMI)               | 2× Platin                                                              | 100.000     |
| Japan (RIAJ)                 | Platin                                                                 | 250.000     |
| Kanada (MC)                  | 5× Platin                                                              | 400.000     |
| Kolumbien (ASINCOL)          | 3× Platin                                                              | 30.000      |
| Mexiko (AMPROFON)            | 2× Diamant · + 4× Platin                                               | 1.200.000   |
| Neuseeland (RMNZ)            | 4× Platin                                                              | 60.000      |
| Niederlande (NVPI)           | Platin                                                                 | 60.000      |
| Norwegen (IFPI)              | 3× Platin                                                              | 30.000      |
| Österreich (IFPI)            | 2× Platin                                                              | 60.000      |
| Polen (ZPAV)                 | Platin                                                                 | 20.000      |
| Portugal (AFP)               | 2× Platin                                                              | 40.000      |
| Russland (NFPF)              | Platin                                                                 | 20.000      |
| Schweden (IFPI)              | Platin                                                                 | 40.000      |
| Schweiz (IFPI)               | 3× Platin                                                              | 90.000      |
| Spanien (Promusicae)         | 2× Platin                                                              | 160.000     |
| Türkei (Mü-YAP)              | Gold                                                                   | 5.000       |
| Vereinigte Staaten (RIAA)    | 2× Platin                                                              | 2.000.000   |
| Vereinigtes Königreich (BPI) | 5× Platin                                                              | 1.500.000   |
| Insgesamt                    | 3× Gold · 70× Platin · 3× Diamant ·                                    | 7.939.491   |

### Prospekt’s March
| Land/Region                  | Auszeichnungen für Musikverkäufe (Land/Region, Auszeichnung, Verkäufe) | Verkäufe |
| ---------------------------- | ---------------------------------------------------------------------- | -------- |
| Vereinigtes Königreich (BPI) | Silber                                                                 | 60.000   |
| Insgesamt                    | 1× Silber ·                                                            | 60.000   |

### Mylo Xyloto
| Land/Region                  | Auszeichnungen für Musikverkäufe (Land/Region, Auszeichnung, Verkäufe) | Verkäufe    |
| ---------------------------- | ---------------------------------------------------------------------- | ----------- |
| Australien (ARIA)            | 2× Platin                                                              | 140.000     |
| Belgien (BRMA)               | Platin                                                                 | (30.000)    |
| Dänemark (IFPI)              | 3× Platin                                                              | (60.000)    |
| Deutschland (BVMI)           | 2× Platin                                                              | (400.000)   |
| Europa (IFPI)                | 3× Platin                                                              | 3.000.000   |
| Finnland (IFPI)              | Platin                                                                 | (21.028)    |
| Frankreich (SNEP)            | 3× Platin                                                              | (300.000)   |
| Irland (IRMA)                | 2× Platin                                                              | (30.000)    |
| Italien (FIMI)               | 4× Platin                                                              | (200.000)   |
| Japan (RIAJ)                 | Gold                                                                   | 100.000     |
| Kanada (MC)                  | 3× Platin                                                              | 240.000     |
| Kolumbien (ASINCOL)          | Platin                                                                 | 10.000      |
| Mexiko (AMPROFON)            | Platin                                                                 | 60.000      |
| Neuseeland (RMNZ)            | 3× Platin                                                              | 45.000      |
| Niederlande (NVPI)           | Platin                                                                 | (50.000)    |
| Norwegen (IFPI)              | Platin                                                                 | (30.000)    |
| Österreich (IFPI)            | Gold                                                                   | (10.000)    |
| Portugal (AFP)               | 2× Platin                                                              | (30.000)    |
| Schweden (IFPI)              | Platin                                                                 | (40.000)    |
| Schweiz (IFPI)               | 2× Platin                                                              | (60.000)    |
| Spanien (Promusicae)         | 2× Platin                                                              | (120.000)   |
| Vereinigte Staaten (RIAA)    | Platin                                                                 | 1.000.000   |
| Vereinigtes Königreich (BPI) | 5× Platin                                                              | (1.600.000) |
| Insgesamt                    | 2× Gold · 46× Platin ·                                                 | 4.595.000   |

### Live 2012
| Land/Region       | Auszeichnungen für Musikverkäufe (Land/Region, Auszeichnung, Verkäufe) | Verkäufe |
| ----------------- | ---------------------------------------------------------------------- | -------- |
| Frankreich (SNEP) | Platin                                                                 | 100.000  |
| Italien (FIMI)    | Gold                                                                   | 30.000   |
| Neuseeland (RMNZ) | Gold                                                                   | 7.500    |
| Insgesamt         | 2× Gold · 1× Platin ·                                                  | 137.500  |

### Ghost Stories
| Land/Region                  | Auszeichnungen für Musikverkäufe (Land/Region, Auszeichnung, Verkäufe) | Verkäufe    |
| ---------------------------- | ---------------------------------------------------------------------- | ----------- |
| Argentinien (CAPIF)          | Gold                                                                   | 15.000      |
| Australien (ARIA)            | 4× Platin                                                              | 280.000     |
| Belgien (BRMA)               | Platin                                                                 | 30.000      |
| Dänemark (IFPI)              | 2× Platin                                                              | 40.000      |
| Deutschland (BVMI)           | 3× Gold                                                                | 300.000     |
| Europa (IFPI)                | Platin                                                                 | (1.000.000) |
| Frankreich (SNEP)            | 3× Platin                                                              | 300.000     |
| Italien (FIMI)               | 3× Platin                                                              | 150.000     |
| Kanada (MC)                  | 2× Platin                                                              | 160.000     |
| Mexiko (AMPROFON)            | Gold                                                                   | 30.000      |
| Neuseeland (RMNZ)            | 2× Platin                                                              | 30.000      |
| Österreich (IFPI)            | Platin                                                                 | 20.000      |
| Polen (ZPAV)                 | 2× Platin                                                              | 40.000      |
| Portugal (AFP)               | Gold                                                                   | 7.500       |
| Schweiz (IFPI)               | 2× Platin                                                              | 40.000      |
| Singapur (RIAS)              | Platin                                                                 | 10.000      |
| Spanien (Promusicae)         | Gold                                                                   | 20.000      |
| Ungarn (MAHASZ)              | 2× Platin                                                              | 12.000      |
| Vereinigte Staaten (RIAA)    | 2× Platin                                                              | 2.000.000   |
| Vereinigtes Königreich (BPI) | 2× Platin                                                              | 733.000     |
| Insgesamt                    | 5× Gold · 31× Platin ·                                                 | 4.217.500   |

### Ghost Stories Live 2014
| Land/Region                  | Auszeichnungen für Musikverkäufe (Land/Region, Auszeichnung, Verkäufe) | Verkäufe |
| ---------------------------- | ---------------------------------------------------------------------- | -------- |
| Frankreich (SNEP)            | Gold                                                                   | 50.000   |
| Ungarn (MAHASZ)              | Platin                                                                 | 6.000    |
| Vereinigtes Königreich (BPI) | Gold                                                                   | 100.000  |
| Insgesamt                    | 3× Gold ·                                                              | 156.000  |

### 4D Catalogue Set
| Land/Region                  | Auszeichnungen für Musikverkäufe (Land/Region, Auszeichnung, Verkäufe) | Verkäufe |
| ---------------------------- | ---------------------------------------------------------------------- | -------- |
| Italien (FIMI)               | Gold                                                                   | 25.000   |
| Portugal (AFP)               | Gold                                                                   | 7.500    |
| Vereinigtes Königreich (BPI) | Silber                                                                 | 60.000   |
| Insgesamt                    | 1× Silber · 2× Gold ·                                                  | 92.500   |

### A Head Full of Dreams
| Land/Region                  | Auszeichnungen für Musikverkäufe (Land/Region, Auszeichnung, Verkäufe) | Verkäufe  |
| ---------------------------- | ---------------------------------------------------------------------- | --------- |
| Argentinien (CAPIF)          | Gold                                                                   | 15.000    |
| Australien (ARIA)            | 2× Platin                                                              | 140.000   |
| Belgien (BRMA)               | Platin                                                                 | 30.000    |
| Brasilien (PMB)              | Diamant                                                                | 160.000   |
| Chile (IFPI)                 | Gold                                                                   | 5.000     |
| Dänemark (IFPI)              | 3× Platin                                                              | 60.000    |
| Deutschland (BVMI)           | 2× Platin                                                              | 400.000   |
| Frankreich (SNEP)            | Diamant                                                                | 500.000   |
| Italien (FIMI)               | 5× Platin                                                              | 250.000   |
| Kanada (MC)                  | 2× Platin                                                              | 160.000   |
| Mexiko (AMPROFON)            | 3× Gold                                                                | 90.000    |
| Neuseeland (RMNZ)            | 3× Platin                                                              | 45.000    |
| Niederlande (NVPI)           | Platin                                                                 | 40.000    |
| Österreich (IFPI)            | Gold                                                                   | 7.500     |
| Polen (ZPAV)                 | 3× Platin                                                              | 60.000    |
| Portugal (AFP)               | 2× Platin                                                              | 30.000    |
| Schweden (IFPI)              | Gold                                                                   | 20.000    |
| Schweiz (IFPI)               | Platin                                                                 | 20.000    |
| Singapur (RIAS)              | 2× Platin                                                              | 20.000    |
| Spanien (Promusicae)         | Platin                                                                 | 40.000    |
| Ungarn (MAHASZ)              | 2× Platin                                                              | 12.000    |
| Vereinigte Staaten (RIAA)    | Platin                                                                 | 1.000.000 |
| Vereinigtes Königreich (BPI) | 4× Platin                                                              | 1.300.000 |
| Insgesamt                    | 5× Gold · 36× Platin · 2× Diamant ·                                    | 4.304.500 |

### Kaleidoscope EP
| Land/Region    | Auszeichnungen für Musikverkäufe (Land/Region, Auszeichnung, Verkäufe) | Verkäufe |
| -------------- | ---------------------------------------------------------------------- | -------- |
| Italien (FIMI) | Gold                                                                   | 25.000   |
| Insgesamt      | 1× Gold ·                                                              | 25.000   |

### Live in Buenos Aires
| Land/Region       | Auszeichnungen für Musikverkäufe (Land/Region, Auszeichnung, Verkäufe) | Verkäufe |
| ----------------- | ---------------------------------------------------------------------- | -------- |
| Frankreich (SNEP) | Gold                                                                   | 50.000   |
| Insgesamt         | 1× Gold ·                                                              | 50.000   |

### Everyday Life
| Land/Region                  | Auszeichnungen für Musikverkäufe (Land/Region, Auszeichnung, Verkäufe) | Verkäufe |
| ---------------------------- | ---------------------------------------------------------------------- | -------- |
| Frankreich (SNEP)            | Platin                                                                 | 100.000  |
| Italien (FIMI)               | Platin                                                                 | 50.000   |
| Neuseeland (RMNZ)            | Gold                                                                   | 7.500    |
| Niederlande (NVPI)           | Gold                                                                   | 20.000   |
| Polen (ZPAV)                 | Gold                                                                   | 10.000   |
| Spanien (Promusicae)         | Gold                                                                   | 20.000   |
| Vereinigtes Königreich (BPI) | Platin                                                                 | 300.000  |
| Insgesamt                    | 4× Gold · 3× Platin ·                                                  | 507.500  |

### The Butterfly Package
| Land/Region                  | Auszeichnungen für Musikverkäufe (Land/Region, Auszeichnung, Verkäufe) | Verkäufe |
| ---------------------------- | ---------------------------------------------------------------------- | -------- |
| Vereinigtes Königreich (BPI) | Silber                                                                 | 60.000   |
| Insgesamt                    | 1× Silber ·                                                            | 60.000   |

### Music of the Spheres
| Land/Region                  | Auszeichnungen für Musikverkäufe (Land/Region, Auszeichnung, Verkäufe) | Verkäufe |
| ---------------------------- | ---------------------------------------------------------------------- | -------- |
| Brasilien (PMB)              | Platin                                                                 | 40.000   |
| Dänemark (IFPI)              | Gold                                                                   | 10.000   |
| Frankreich (SNEP)            | Platin                                                                 | 100.000  |
| Italien (FIMI)               | Platin                                                                 | 50.000   |
| Kanada (MC)                  | Gold                                                                   | 40.000   |
| Mexiko (AMPROFON)            | Gold                                                                   | 70.000   |
| Neuseeland (RMNZ)            | Gold                                                                   | 7.500    |
| Polen (ZPAV)                 | Gold                                                                   | 10.000   |
| Spanien (Promusicae)         | Gold                                                                   | 20.000   |
| Vereinigtes Königreich (BPI) | Gold                                                                   | 100.000  |
| Insgesamt                    | 7× Gold · 3× Platin ·                                                  | 447.500  |

### Moon Music
| Land/Region                  | Auszeichnungen für Musikverkäufe (Land/Region, Auszeichnung, Verkäufe) | Verkäufe |
| ---------------------------- | ---------------------------------------------------------------------- | -------- |
| Frankreich (SNEP)            | Gold                                                                   | 50.000   |
| Italien (FIMI)               | Gold                                                                   | 25.000   |
| Spanien (Promusicae)         | Gold                                                                   | 20.000   |
| Vereinigtes Königreich (BPI) | Platin                                                                 | 300.000  |
| Insgesamt                    | 3× Gold · 1× Platin ·                                                  | 395.000  |

## Auszeichnungen nach Singles

### Shiver
| Land/Region                  | Auszeichnungen für Musikverkäufe (Land/Region, Auszeichnung, Verkäufe) | Verkäufe |
| ---------------------------- | ---------------------------------------------------------------------- | -------- |
| Vereinigtes Königreich (BPI) | Silber                                                                 | 200.000  |
| Insgesamt                    | 1× Silber ·                                                            | 200.000  |

### Yellow
| Land/Region                  | Auszeichnungen für Musikverkäufe (Land/Region, Auszeichnung, Verkäufe) | Verkäufe  |
| ---------------------------- | ---------------------------------------------------------------------- | --------- |
| Australien (ARIA)            | 9× Platin                                                              | 630.000   |
| Dänemark (IFPI)              | Platin                                                                 | 90.000    |
| Deutschland (BVMI)           | Platin                                                                 | 600.000   |
| Italien (FIMI)               | 3× Platin                                                              | 300.000   |
| Neuseeland (RMNZ)            | 7× Platin                                                              | 210.000   |
| Portugal (AFP)               | 7× Platin                                                              | 70.000    |
| Spanien (Promusicae)         | 3× Platin                                                              | 180.000   |
| Vereinigte Staaten (RIAA)    | 4× Platin                                                              | 4.000.000 |
| Vereinigtes Königreich (BPI) | 5× Platin                                                              | 3.100.000 |
| Insgesamt                    | 40× Platin ·                                                           | 9.480.000 |

### Trouble
| Land/Region                  | Auszeichnungen für Musikverkäufe (Land/Region, Auszeichnung, Verkäufe) | Verkäufe |
| ---------------------------- | ---------------------------------------------------------------------- | -------- |
| Dänemark (IFPI)              | Gold                                                                   | 45.000   |
| Italien (FIMI)               | Gold                                                                   | 25.000   |
| Spanien (Promusicae)         | Gold                                                                   | 30.000   |
| Vereinigtes Königreich (BPI) | Platin                                                                 | 600.000  |
| Insgesamt                    | 3× Gold · 1× Platin ·                                                  | 700.000  |

### Don’t Panic
| Land/Region                  | Auszeichnungen für Musikverkäufe (Land/Region, Auszeichnung, Verkäufe) | Verkäufe |
| ---------------------------- | ---------------------------------------------------------------------- | -------- |
| Vereinigtes Königreich (BPI) | Silber                                                                 | 200.000  |
| Insgesamt                    | 1× Silber ·                                                            | 200.000  |

### In My Place
| Land/Region                  | Auszeichnungen für Musikverkäufe (Land/Region, Auszeichnung, Verkäufe) | Verkäufe |
| ---------------------------- | ---------------------------------------------------------------------- | -------- |
| Italien (FIMI)               | Gold                                                                   | 35.000   |
| Portugal (AFP)               | Gold                                                                   | 5.000    |
| Spanien (Promusicae)         | Gold                                                                   | 30.000   |
| Vereinigtes Königreich (BPI) | Gold                                                                   | 400.000  |
| Insgesamt                    | 4× Gold ·                                                              | 470.000  |

### The Scientist
| Land/Region                  | Auszeichnungen für Musikverkäufe (Land/Region, Auszeichnung, Verkäufe) | Verkäufe  |
| ---------------------------- | ---------------------------------------------------------------------- | --------- |
| Australien (ARIA)            | 6× Platin                                                              | 420.000   |
| Dänemark (IFPI)              | 2× Platin                                                              | 180.000   |
| Deutschland (BVMI)           | Platin                                                                 | 600.000   |
| Italien (FIMI)               | 3× Platin                                                              | 150.000   |
| Neuseeland (RMNZ)            | 5× Platin                                                              | 150.000   |
| Portugal (AFP)               | 5× Platin                                                              | 50.000    |
| Spanien (Promusicae)         | 3× Platin                                                              | 180.000   |
| Vereinigte Staaten (RIAA)    | 4× Platin                                                              | 4.000.000 |
| Vereinigtes Königreich (BPI) | 4× Platin                                                              | 2.400.000 |
| Insgesamt                    | 33× Platin ·                                                           | 8.130.000 |

### Green Eyes
| Land/Region                  | Auszeichnungen für Musikverkäufe (Land/Region, Auszeichnung, Verkäufe) | Verkäufe |
| ---------------------------- | ---------------------------------------------------------------------- | -------- |
| Vereinigtes Königreich (BPI) | Silber                                                                 | 200.000  |
| Insgesamt                    | 1× Silber ·                                                            | 200.000  |

### Clocks
| Land/Region                  | Auszeichnungen für Musikverkäufe (Land/Region, Auszeichnung, Verkäufe) | Verkäufe  |
| ---------------------------- | ---------------------------------------------------------------------- | --------- |
| Australien (ARIA)            | 4× Platin                                                              | 280.000   |
| Dänemark (IFPI)              | Platin                                                                 | 90.000    |
| Italien (FIMI)               | Platin                                                                 | 50.000    |
| Neuseeland (RMNZ)            | 2× Platin                                                              | 60.000    |
| Portugal (AFP)               | Platin                                                                 | 10.000    |
| Spanien (Promusicae)         | Platin                                                                 | 60.000    |
| Vereinigte Staaten (RIAA)    | 2× Platin                                                              | 2.000.000 |
| Vereinigtes Königreich (BPI) | 2× Platin                                                              | 1.200.000 |
| Insgesamt                    | 14× Platin ·                                                           | 3.750.000 |

### God Put a Smile upon Your Face
| Land/Region                  | Auszeichnungen für Musikverkäufe (Land/Region, Auszeichnung, Verkäufe) | Verkäufe |
| ---------------------------- | ---------------------------------------------------------------------- | -------- |
| Vereinigtes Königreich (BPI) | Silber                                                                 | 200.000  |
| Insgesamt                    | 1× Silber ·                                                            | 200.000  |

### Speed of Sound
| Land/Region                  | Auszeichnungen für Musikverkäufe (Land/Region, Auszeichnung, Verkäufe) | Verkäufe  |
| ---------------------------- | ---------------------------------------------------------------------- | --------- |
| Australien (ARIA)            | Platin                                                                 | 70.000    |
| Dänemark (IFPI)              | Gold                                                                   | 7.500     |
| Italien (FIMI)               | Gold                                                                   | 50.000    |
| Kanada (MC)                  | Gold                                                                   | 10.000    |
| Neuseeland (RMNZ)            | Gold                                                                   | 15.000    |
| Spanien (Promusicae)         | Gold                                                                   | 40.000    |
| Vereinigte Staaten (RIAA)    | Gold                                                                   | 500.000   |
| Vereinigtes Königreich (BPI) | Platin                                                                 | 600.000   |
| Insgesamt                    | 6× Gold · 2× Platin ·                                                  | 1.282.500 |

### Fix You
| Land/Region                  | Auszeichnungen für Musikverkäufe (Land/Region, Auszeichnung, Verkäufe) | Verkäufe  |
| ---------------------------- | ---------------------------------------------------------------------- | --------- |
| Australien (ARIA)            | 6× Platin                                                              | 420.000   |
| Dänemark (IFPI)              | 2× Platin                                                              | 180.000   |
| Italien (FIMI)               | 3× Platin                                                              | 300.000   |
| Neuseeland (RMNZ)            | 5× Platin                                                              | 150.000   |
| Portugal (AFP)               | 3× Platin                                                              | 30.000    |
| Spanien (Promusicae)         | 3× Platin                                                              | 180.000   |
| Vereinigte Staaten (RIAA)    | 3× Platin                                                              | 3.000.000 |
| Vereinigtes Königreich (BPI) | 4× Platin                                                              | 2.600.000 |
| Insgesamt                    | 29× Platin ·                                                           | 6.860.000 |

### Talk
| Land/Region                  | Auszeichnungen für Musikverkäufe (Land/Region, Auszeichnung, Verkäufe) | Verkäufe |
| ---------------------------- | ---------------------------------------------------------------------- | -------- |
| Vereinigtes Königreich (BPI) | Silber                                                                 | 200.000  |
| Insgesamt                    | 1× Silber ·                                                            | 200.000  |

### Violet Hill
| Land/Region                  | Auszeichnungen für Musikverkäufe (Land/Region, Auszeichnung, Verkäufe) | Verkäufe |
| ---------------------------- | ---------------------------------------------------------------------- | -------- |
| Australien (ARIA)            | Gold                                                                   | 35.000   |
| Brasilien (PMB)              | Platin                                                                 | 60.000   |
| Neuseeland (RMNZ)            | Gold                                                                   | 7.500    |
| Vereinigtes Königreich (BPI) | Gold                                                                   | 400.000  |
| Insgesamt                    | 3× Gold · 1× Platin ·                                                  | 502.500  |

### Viva la Vida
| Land/Region                  | Auszeichnungen für Musikverkäufe (Land/Region, Auszeichnung, Verkäufe) | Verkäufe   |
| ---------------------------- | ---------------------------------------------------------------------- | ---------- |
| Australien (ARIA)            | 9× Platin                                                              | 630.000    |
| Belgien (BRMA)               | Platin                                                                 | 30.000     |
| Brasilien (PMB)              | Platin                                                                 | 60.000     |
| Dänemark (IFPI)              | 4× Platin                                                              | 360.000    |
| Deutschland (BVMI)           | 3× Platin                                                              | 900.000    |
| Finnland (IFPI)              | Gold                                                                   | 5.875      |
| Griechenland (IFPI)          | Platin                                                                 | 20.000     |
| Italien (FIMI)               | 5× Platin                                                              | 500.000    |
| Japan (RIAJ)                 | Gold (Downloads) · + Gold (Mobile Downloads)                           | 200.000    |
| Kanada (MC)                  | Gold                                                                   | 20.000     |
| Neuseeland (RMNZ)            | 7× Platin                                                              | 210.000    |
| Portugal (AFP)               | 6× Platin                                                              | 60.000     |
| Schweiz (IFPI)               | Platin                                                                 | 30.000     |
| Spanien (Promusicae)         | 8× Platin                                                              | 480.000    |
| Vereinigte Staaten (RIAA)    | 5× Platin                                                              | 5.000.000  |
| Vereinigtes Königreich (BPI) | 6× Platin                                                              | 3.600.000  |
| Insgesamt                    | 4× Gold · 57× Platin ·                                                 | 12.105.875 |

### Lost!
| Land/Region                  | Auszeichnungen für Musikverkäufe (Land/Region, Auszeichnung, Verkäufe) | Verkäufe |
| ---------------------------- | ---------------------------------------------------------------------- | -------- |
| Vereinigtes Königreich (BPI) | Silber                                                                 | 200.000  |
| Insgesamt                    | 1× Silber ·                                                            | 200.000  |

### Christmas Lights
| Land/Region                  | Auszeichnungen für Musikverkäufe (Land/Region, Auszeichnung, Verkäufe) | Verkäufe  |
| ---------------------------- | ---------------------------------------------------------------------- | --------- |
| Australien (ARIA)            | Platin                                                                 | 70.000    |
| Dänemark (IFPI)              | Platin                                                                 | 90.000    |
| Deutschland (BVMI)           | Platin                                                                 | 300.000   |
| Italien (FIMI)               | Platin                                                                 | 70.000    |
| Vereinigtes Königreich (BPI) | 2× Platin                                                              | 1.200.000 |
| Insgesamt                    | 6× Platin ·                                                            | 1.730.000 |

### Every Teardrop Is a Waterfall
| Land/Region                  | Auszeichnungen für Musikverkäufe (Land/Region, Auszeichnung, Verkäufe) | Verkäufe |
| ---------------------------- | ---------------------------------------------------------------------- | -------- |
| Australien (ARIA)            | Platin                                                                 | 70.000   |
| Belgien (BRMA)               | Gold                                                                   | 15.000   |
| Italien (FIMI)               | Platin                                                                 | 30.000   |
| Neuseeland (RMNZ)            | Gold                                                                   | 7.500    |
| Schweiz (IFPI)               | Gold                                                                   | 15.000   |
| Spanien (Promusicae)         | Gold                                                                   | 30.000   |
| Vereinigtes Königreich (BPI) | Platin                                                                 | 600.000  |
| Insgesamt                    | 4× Gold · 3× Platin ·                                                  | 767.500  |

### Paradise
| Land/Region                  | Auszeichnungen für Musikverkäufe (Land/Region, Auszeichnung, Verkäufe) | Verkäufe  |
| ---------------------------- | ---------------------------------------------------------------------- | --------- |
| Australien (ARIA)            | 6× Platin                                                              | 420.000   |
| Belgien (BRMA)               | Gold                                                                   | 15.000    |
| Brasilien (PMB)              | Platin                                                                 | 60.000    |
| Dänemark (IFPI)              | 2× Platin                                                              | 180.000   |
| Deutschland (BVMI)           | Platin                                                                 | 600.000   |
| Frankreich (SNEP)            | Gold                                                                   | 150.000   |
| Italien (FIMI)               | 3× Platin                                                              | 90.000    |
| Kanada (MC)                  | 3× Platin                                                              | 240.000   |
| Mexiko (AMPROFON)            | Platin                                                                 | 60.000    |
| Neuseeland (RMNZ)            | 5× Platin                                                              | 150.000   |
| Portugal (AFP)               | 2× Platin                                                              | 20.000    |
| Spanien (Promusicae)         | 2× Platin                                                              | 120.000   |
| Vereinigte Staaten (RIAA)    | 3× Platin                                                              | 3.000.000 |
| Vereinigtes Königreich (BPI) | 4× Platin                                                              | 2.400.000 |
| Insgesamt                    | 2× Gold · 33× Platin ·                                                 | 7.505.000 |

### Charlie Brown
| Land/Region                  | Auszeichnungen für Musikverkäufe (Land/Region, Auszeichnung, Verkäufe) | Verkäufe |
| ---------------------------- | ---------------------------------------------------------------------- | -------- |
| Italien (FIMI)               | Gold                                                                   | 15.000   |
| Vereinigtes Königreich (BPI) | Platin                                                                 | 600.000  |
| Insgesamt                    | 1× Gold · 1× Platin ·                                                  | 615.000  |

### Princess of China
| Land/Region                  | Auszeichnungen für Musikverkäufe (Land/Region, Auszeichnung, Verkäufe) | Verkäufe  |
| ---------------------------- | ---------------------------------------------------------------------- | --------- |
| Australien (ARIA)            | Platin                                                                 | 70.000    |
| Dänemark (IFPI)              | Gold                                                                   | 15.000    |
| Frankreich (SNEP)            | —                                                                      | 43.400    |
| Italien (FIMI)               | Platin                                                                 | 30.000    |
| Mexiko (AMPROFON)            | Gold                                                                   | 30.000    |
| Neuseeland (RMNZ)            | Gold                                                                   | 7.500     |
| Spanien (Promusicae)         | Gold                                                                   | 30.000    |
| Vereinigtes Königreich (BPI) | 2× Platin                                                              | 1.200.000 |
| Insgesamt                    | 4× Gold · 4× Platin ·                                                  | 1.425.900 |

### Magic
| Land/Region                  | Auszeichnungen für Musikverkäufe (Land/Region, Auszeichnung, Verkäufe) | Verkäufe  |
| ---------------------------- | ---------------------------------------------------------------------- | --------- |
| Australien (ARIA)            | 4× Platin                                                              | 280.000   |
| Belgien (BRMA)               | Platin                                                                 | 30.000    |
| Dänemark (IFPI)              | Platin                                                                 | 30.000    |
| Frankreich (SNEP)            | —                                                                      | 38.900    |
| Italien (FIMI)               | 3× Platin                                                              | 90.000    |
| Kanada (MC)                  | Platin                                                                 | 80.000    |
| Neuseeland (RMNZ)            | Platin                                                                 | 15.000    |
| Portugal (AFP)               | Platin                                                                 | 10.000    |
| Schweiz (IFPI)               | Gold                                                                   | 15.000    |
| Spanien (Promusicae)         | Platin                                                                 | 60.000    |
| Vereinigte Staaten (RIAA)    | Platin                                                                 | 1.000.000 |
| Vereinigtes Königreich (BPI) | Platin                                                                 | 709.000   |
| Insgesamt                    | 1× Gold · 15× Platin ·                                                 | 2.357.900 |

### Midnight
| Land/Region                  | Auszeichnungen für Musikverkäufe (Land/Region, Auszeichnung, Verkäufe) | Verkäufe |
| ---------------------------- | ---------------------------------------------------------------------- | -------- |
| Italien (FIMI)               | Gold                                                                   | 15.000   |
| Vereinigtes Königreich (BPI) | Silber                                                                 | 200.000  |
| Insgesamt                    | 1× Silber · 1× Gold ·                                                  | 215.000  |

### A Sky Full of Stars
| Land/Region                  | Auszeichnungen für Musikverkäufe (Land/Region, Auszeichnung, Verkäufe) | Verkäufe  |
| ---------------------------- | ---------------------------------------------------------------------- | --------- |
| Australien (ARIA)            | 8× Platin                                                              | 560.000   |
| Belgien (BRMA)               | 2× Platin                                                              | 60.000    |
| Dänemark (IFPI)              | 2× Platin                                                              | 180.000   |
| Deutschland (BVMI)           | 2× Platin                                                              | 600.000   |
| Frankreich (SNEP)            | Gold                                                                   | 96.700    |
| Italien (FIMI)               | 5× Platin                                                              | 150.000   |
| Kanada (MC)                  | 3× Platin                                                              | 240.000   |
| Mexiko (AMPROFON)            | Platin                                                                 | 60.000    |
| Neuseeland (RMNZ)            | 5× Platin                                                              | 150.000   |
| Österreich (IFPI)            | Gold                                                                   | 15.000    |
| Portugal (AFP)               | 5× Platin                                                              | 50.000    |
| Schweiz (IFPI)               | Platin                                                                 | 30.000    |
| Spanien (Promusicae)         | 4× Platin                                                              | 240.000   |
| Vereinigte Staaten (RIAA)    | 4× Platin                                                              | 4.000.000 |
| Vereinigtes Königreich (BPI) | 4× Platin                                                              | 2.400.000 |
| Insgesamt                    | 2× Gold · 46× Platin ·                                                 | 8.831.700 |

### Ink
| Land/Region    | Auszeichnungen für Musikverkäufe (Land/Region, Auszeichnung, Verkäufe) | Verkäufe |
| -------------- | ---------------------------------------------------------------------- | -------- |
| Italien (FIMI) | Platin                                                                 | 30.000   |
| Insgesamt      | 1× Platin ·                                                            | 30.000   |

### Adventure of a Lifetime
| Land/Region                  | Auszeichnungen für Musikverkäufe (Land/Region, Auszeichnung, Verkäufe) | Verkäufe  |
| ---------------------------- | ---------------------------------------------------------------------- | --------- |
| Australien (ARIA)            | 3× Platin                                                              | 210.000   |
| Belgien (BRMA)               | Gold                                                                   | 15.000    |
| Dänemark (IFPI)              | 2× Platin                                                              | 180.000   |
| Deutschland (BVMI)           | Platin                                                                 | 400.000   |
| Frankreich (SNEP)            | Gold                                                                   | 66.666    |
| Italien (FIMI)               | 4× Platin                                                              | 200.000   |
| Kanada (MC)                  | 2× Platin                                                              | 160.000   |
| Mexiko (AMPROFON)            | Gold                                                                   | 30.000    |
| Neuseeland (RMNZ)            | 3× Platin                                                              | 90.000    |
| Polen (ZPAV)                 | 2× Platin                                                              | 100.000   |
| Portugal (AFP)               | 2× Platin                                                              | 20.000    |
| Schweden (IFPI)              | 2× Platin                                                              | 80.000    |
| Schweiz (IFPI)               | Gold                                                                   | 15.000    |
| Spanien (Promusicae)         | 2× Platin                                                              | 80.000    |
| Vereinigte Staaten (RIAA)    | 3× Platin                                                              | 3.000.000 |
| Vereinigtes Königreich (BPI) | 3× Platin                                                              | 1.800.000 |
| Insgesamt                    | 4× Gold · 29× Platin ·                                                 | 6.445.666 |

### Hymn for the Weekend
| Land/Region                  | Auszeichnungen für Musikverkäufe (Land/Region, Auszeichnung, Verkäufe) | Verkäufe   |
| ---------------------------- | ---------------------------------------------------------------------- | ---------- |
| Australien (ARIA)            | 8× Platin                                                              | 560.000    |
| Belgien (BRMA)               | Platin                                                                 | 30.000     |
| Dänemark (IFPI)              | 3× Platin                                                              | 270.000    |
| Deutschland (BVMI)           | 2× Platin                                                              | 800.000    |
| Frankreich (SNEP)            | —                                                                      | 55.700     |
| Italien (FIMI)               | 8× Platin                                                              | 400.000    |
| Kanada (MC)                  | 3× Platin                                                              | 240.000    |
| Neuseeland (RMNZ)            | 4× Platin                                                              | 120.000    |
| Österreich (IFPI)            | Gold                                                                   | 15.000     |
| Polen (ZPAV)                 | Diamant                                                                | 100.000    |
| Portugal (AFP)               | 4× Platin                                                              | 40.000     |
| Schweden (IFPI)              | Platin                                                                 | 40.000     |
| Schweiz (IFPI)               | 2× Platin                                                              | 60.000     |
| Spanien (Promusicae)         | 4× Platin                                                              | 240.000    |
| Vereinigte Staaten (RIAA)    | 5× Platin                                                              | 5.000.000  |
| Vereinigtes Königreich (BPI) | 4× Platin                                                              | 2.400.000  |
| Insgesamt                    | 1× Gold · 49× Platin · 1× Diamant ·                                    | 10.370.700 |

### Up&Up
| Land/Region                  | Auszeichnungen für Musikverkäufe (Land/Region, Auszeichnung, Verkäufe) | Verkäufe |
| ---------------------------- | ---------------------------------------------------------------------- | -------- |
| Australien (ARIA)            | Platin                                                                 | 70.000   |
| Italien (FIMI)               | 2× Platin                                                              | 100.000  |
| Polen (ZPAV)                 | Gold                                                                   | 10.000   |
| Spanien (Promusicae)         | Gold                                                                   | 30.000   |
| Vereinigtes Königreich (BPI) | Gold                                                                   | 400.000  |
| Insgesamt                    | 3× Gold · 3× Platin ·                                                  | 610.000  |

### Everglow
| Land/Region                  | Auszeichnungen für Musikverkäufe (Land/Region, Auszeichnung, Verkäufe) | Verkäufe |
| ---------------------------- | ---------------------------------------------------------------------- | -------- |
| Australien (ARIA)            | Platin                                                                 | 70.000   |
| Dänemark (IFPI)              | Gold                                                                   | 45.000   |
| Italien (FIMI)               | Platin                                                                 | 50.000   |
| Kanada (MC)                  | Gold                                                                   | 40.000   |
| Neuseeland (RMNZ)            | Platin                                                                 | 30.000   |
| Polen (ZPAV)                 | Gold                                                                   | 25.000   |
| Spanien (Promusicae)         | Gold                                                                   | 30.000   |
| Vereinigtes Königreich (BPI) | Platin                                                                 | 600.000  |
| Insgesamt                    | 4× Gold · 4× Platin ·                                                  | 890.000  |

### A Head Full of Dreams
| Land/Region                  | Auszeichnungen für Musikverkäufe (Land/Region, Auszeichnung, Verkäufe) | Verkäufe |
| ---------------------------- | ---------------------------------------------------------------------- | -------- |
| Italien (FIMI)               | Platin                                                                 | 50.000   |
| Spanien (Promusicae)         | Gold                                                                   | 30.000   |
| Vereinigtes Königreich (BPI) | Silber                                                                 | 200.000  |
| Insgesamt                    | 1× Silber · 1× Gold · 1× Platin ·                                      | 280.000  |

### Something Just Like This
| Land/Region                  | Auszeichnungen für Musikverkäufe (Land/Region, Auszeichnung, Verkäufe) | Verkäufe   |
| ---------------------------- | ---------------------------------------------------------------------- | ---------- |
| Australien (ARIA)            | 17× Platin                                                             | 1.190.000  |
| Belgien (BRMA)               | 3× Platin                                                              | 90.000     |
| Brasilien (PMB)              | 3× Diamant                                                             | 480.000    |
| Dänemark (IFPI)              | 3× Platin                                                              | 270.000    |
| Deutschland (BVMI)           | 3× Platin                                                              | 1.200.000  |
| Frankreich (SNEP)            | Diamant                                                                | 233.333    |
| Griechenland (IFPI)          | Platin                                                                 | 20.000     |
| Italien (FIMI)               | 7× Platin                                                              | 350.000    |
| Kanada (MC)                  | 6× Platin                                                              | 480.000    |
| Mexiko (AMPROFON)            | Diamant · + Platin                                                     | 360.000    |
| Neuseeland (RMNZ)            | 8× Platin                                                              | 240.000    |
| Norwegen (IFPI)              | 3× Platin                                                              | 180.000    |
| Österreich (IFPI)            | Platin                                                                 | 30.000     |
| Polen (ZPAV)                 | Diamant                                                                | 250.000    |
| Portugal (AFP)               | 6× Platin                                                              | 60.000     |
| Schweden (IFPI)              | 9× Platin                                                              | 720.000    |
| Schweiz (IFPI)               | 4× Platin                                                              | 80.000     |
| Singapur (RIAS)              | Platin                                                                 | 10.000     |
| Spanien (Promusicae)         | 5× Platin                                                              | 300.000    |
| Vereinigte Staaten (RIAA)    | Diamant                                                                | 10.000.000 |
| Vereinigtes Königreich (BPI) | 5× Platin                                                              | 3.000.000  |
| Insgesamt                    | 83× Platin · 7× Diamant ·                                              | 19.543.333 |

### Miracles (Someone Special)
| Land/Region    | Auszeichnungen für Musikverkäufe (Land/Region, Auszeichnung, Verkäufe) | Verkäufe |
| -------------- | ---------------------------------------------------------------------- | -------- |
| Italien (FIMI) | Gold                                                                   | 25.000   |
| Insgesamt      | 1× Gold ·                                                              | 25.000   |

### Everyday Life
| Land/Region          | Auszeichnungen für Musikverkäufe (Land/Region, Auszeichnung, Verkäufe) | Verkäufe |
| -------------------- | ---------------------------------------------------------------------- | -------- |
| Spanien (Promusicae) | Gold                                                                   | 30.000   |
| Insgesamt            | 1× Gold ·                                                              | 30.000   |

### Orphans
| Land/Region                  | Auszeichnungen für Musikverkäufe (Land/Region, Auszeichnung, Verkäufe) | Verkäufe |
| ---------------------------- | ---------------------------------------------------------------------- | -------- |
| Australien (ARIA)            | Platin                                                                 | 70.000   |
| Brasilien (PMB)              | Gold                                                                   | 20.000   |
| Frankreich (SNEP)            | Gold                                                                   | 100.000  |
| Italien (FIMI)               | Gold                                                                   | 35.000   |
| Spanien (Promusicae)         | Gold                                                                   | 30.000   |
| Vereinigtes Königreich (BPI) | Gold                                                                   | 400.000  |
| Insgesamt                    | 5× Gold · 1× Platin ·                                                  | 655.000  |

### Higher Power
| Land/Region                  | Auszeichnungen für Musikverkäufe (Land/Region, Auszeichnung, Verkäufe) | Verkäufe  |
| ---------------------------- | ---------------------------------------------------------------------- | --------- |
| Australien (ARIA)            | Platin                                                                 | 70.000    |
| Belgien (BRMA)               | Gold                                                                   | 20.000    |
| Brasilien (PMB)              | Platin                                                                 | 40.000    |
| Dänemark (IFPI)              | Gold                                                                   | 45.000    |
| Deutschland (BVMI)           | Gold                                                                   | 200.000   |
| Frankreich (SNEP)            | Gold                                                                   | 100.000   |
| Italien (FIMI)               | Platin                                                                 | 100.000   |
| Kanada (MC)                  | Gold                                                                   | 40.000    |
| Neuseeland (RMNZ)            | Gold                                                                   | 15.000    |
| Österreich (IFPI)            | Platin                                                                 | 30.000    |
| Polen (ZPAV)                 | Gold                                                                   | 25.000    |
| Portugal (AFP)               | Platin                                                                 | 10.000    |
| Spanien (Promusicae)         | Platin                                                                 | 60.000    |
| Vereinigtes Königreich (BPI) | Platin                                                                 | 600.000   |
| Insgesamt                    | 7× Gold · 7× Platin ·                                                  | 1.355.000 |

### Let Somebody Go
| Land/Region                  | Auszeichnungen für Musikverkäufe (Land/Region, Auszeichnung, Verkäufe) | Verkäufe |
| ---------------------------- | ---------------------------------------------------------------------- | -------- |
| Brasilien (PMB)              | Platin                                                                 | 40.000   |
| Frankreich (SNEP)            | Gold                                                                   | 100.000  |
| Italien (FIMI)               | Gold                                                                   | 50.000   |
| Portugal (AFP)               | Gold                                                                   | 5.000    |
| Spanien (Promusicae)         | Gold                                                                   | 30.000   |
| Vereinigtes Königreich (BPI) | Silber                                                                 | 200.000  |
| Insgesamt                    | 1× Silber · 4× Gold · 1× Platin ·                                      | 425.000  |

### My Universe
| Land/Region                  | Auszeichnungen für Musikverkäufe (Land/Region, Auszeichnung, Verkäufe) | Verkäufe  |
| ---------------------------- | ---------------------------------------------------------------------- | --------- |
| Australien (ARIA)            | Platin                                                                 | 70.000    |
| Brasilien (PMB)              | Diamant                                                                | 160.000   |
| Dänemark (IFPI)              | Platin                                                                 | 90.000    |
| Deutschland (BVMI)           | Gold                                                                   | 200.000   |
| Frankreich (SNEP)            | Diamant                                                                | 333.333   |
| Italien (FIMI)               | 2× Platin                                                              | 200.000   |
| Kanada (MC)                  | 2× Platin                                                              | 160.000   |
| Neuseeland (RMNZ)            | Platin                                                                 | 30.000    |
| Österreich (IFPI)            | Platin                                                                 | 30.000    |
| Polen (ZPAV)                 | Platin                                                                 | 50.000    |
| Portugal (AFP)               | 2× Platin                                                              | 20.000    |
| Schweden (IFPI)              | Platin                                                                 | 80.000    |
| Schweiz (IFPI)               | 2× Platin                                                              | 40.000    |
| Spanien (Promusicae)         | 2× Platin                                                              | 120.000   |
| Vereinigte Staaten (RIAA)    | Platin                                                                 | 1.000.000 |
| Vereinigtes Königreich (BPI) | Platin                                                                 | 600.000   |
| Insgesamt                    | 1× Gold · 18× Platin · 2× Diamant ·                                    | 3.183.333 |

### Feels Like I’m Falling in Love
| Land/Region                  | Auszeichnungen für Musikverkäufe (Land/Region, Auszeichnung, Verkäufe) | Verkäufe |
| ---------------------------- | ---------------------------------------------------------------------- | -------- |
| Australien (ARIA)            | Platin                                                                 | 70.000   |
| Frankreich (SNEP)            | Gold                                                                   | 100.000  |
| Kanada (MC)                  | Gold                                                                   | 40.000   |
| Österreich (IFPI)            | Gold                                                                   | 15.000   |
| Schweiz (IFPI)               | Gold                                                                   | 15.000   |
| Spanien (Promusicae)         | Gold                                                                   | 30.000   |
| Vereinigtes Königreich (BPI) | Gold                                                                   | 400.000  |
| Insgesamt                    | 6× Gold · 1× Platin ·                                                  | 670.000  |

### We Pray
| Land/Region                  | Auszeichnungen für Musikverkäufe (Land/Region, Auszeichnung, Verkäufe) | Verkäufe |
| ---------------------------- | ---------------------------------------------------------------------- | -------- |
| Frankreich (SNEP)            | Platin                                                                 | 200.000  |
| Österreich (IFPI)            | Gold                                                                   | 15.000   |
| Polen (ZPAV)                 | Gold                                                                   | 62.500   |
| Portugal (AFP)               | Gold                                                                   | 5.000    |
| Spanien (Promusicae)         | Gold                                                                   | 30.000   |
| Vereinigtes Königreich (BPI) | Silber                                                                 | 200.000  |
| Insgesamt                    | 1× Silber · 4× Gold · 1× Platin ·                                      | 512.500  |

## Auszeichnungen nach Liedern

### 42
| Land/Region     | Auszeichnungen für Musikverkäufe (Land/Region, Auszeichnung, Verkäufe) | Verkäufe |
| --------------- | ---------------------------------------------------------------------- | -------- |
| Brasilien (PMB) | Platin                                                                 | 60.000   |
| Insgesamt       | 1× Platin ·                                                            | 60.000   |

### Birds
| Land/Region                  | Auszeichnungen für Musikverkäufe (Land/Region, Auszeichnung, Verkäufe) | Verkäufe |
| ---------------------------- | ---------------------------------------------------------------------- | -------- |
| Italien (FIMI)               | Gold                                                                   | 25.000   |
| Vereinigtes Königreich (BPI) | Silber                                                                 | 200.000  |
| Insgesamt                    | 1× Silber · 1× Gold ·                                                  | 225.000  |

### Death and All His Friends
| Land/Region     | Auszeichnungen für Musikverkäufe (Land/Region, Auszeichnung, Verkäufe) | Verkäufe |
| --------------- | ---------------------------------------------------------------------- | -------- |
| Brasilien (PMB) | Platin                                                                 | 60.000   |
| Insgesamt       | 1× Platin ·                                                            | 60.000   |

### Fun
| Land/Region    | Auszeichnungen für Musikverkäufe (Land/Region, Auszeichnung, Verkäufe) | Verkäufe |
| -------------- | ---------------------------------------------------------------------- | -------- |
| Italien (FIMI) | Gold                                                                   | 25.000   |
| Insgesamt      | 1× Gold ·                                                              | 25.000   |

### Sparks
| Land/Region                  | Auszeichnungen für Musikverkäufe (Land/Region, Auszeichnung, Verkäufe) | Verkäufe |
| ---------------------------- | ---------------------------------------------------------------------- | -------- |
| Australien (ARIA)            | 2× Platin                                                              | 140.000  |
| Dänemark (IFPI)              | Gold                                                                   | 45.000   |
| Italien (FIMI)               | Gold                                                                   | 50.000   |
| Neuseeland (RMNZ)            | 3× Platin                                                              | 90.000   |
| Portugal (AFP)               | 2× Platin                                                              | 20.000   |
| Spanien (Promusicae)         | Gold                                                                   | 30.000   |
| Vereinigtes Königreich (BPI) | Platin                                                                 | 600.000  |
| Insgesamt                    | 3× Gold · 8× Platin ·                                                  | 975.000  |

## Auszeichnungen nach Musikstreamings

### The Scientist
| Land/Region     | Auszeichnungen für Musikverkäufe (Land/Region, Auszeichnung, Verkäufe) | Verkäufe  |
| --------------- | ---------------------------------------------------------------------- | --------- |
| Dänemark (IFPI) | Gold                                                                   | 1.300.000 |
| Insgesamt       | 1× Gold ·                                                              | 1.300.000 |

### Viva la Vida
| Land/Region     | Auszeichnungen für Musikverkäufe (Land/Region, Auszeichnung, Verkäufe) | Verkäufe |
| --------------- | ---------------------------------------------------------------------- | -------- |
| Dänemark (IFPI) | Gold                                                                   | 900.000  |
| Insgesamt       | 1× Gold ·                                                              | 900.000  |

### Every Teardrop Is a Waterfall
| Land/Region     | Auszeichnungen für Musikverkäufe (Land/Region, Auszeichnung, Verkäufe) | Verkäufe |
| --------------- | ---------------------------------------------------------------------- | -------- |
| Dänemark (IFPI) | Gold                                                                   | 50.000   |
| Insgesamt       | 1× Gold ·                                                              | 50.000   |

### Paradise
| Land/Region     | Auszeichnungen für Musikverkäufe (Land/Region, Auszeichnung, Verkäufe) | Verkäufe  |
| --------------- | ---------------------------------------------------------------------- | --------- |
| Dänemark (IFPI) | Platin                                                                 | 1.800.000 |
| Insgesamt       | 1× Platin ·                                                            | 1.800.000 |

### Princess of China
| Land/Region     | Auszeichnungen für Musikverkäufe (Land/Region, Auszeichnung, Verkäufe) | Verkäufe  |
| --------------- | ---------------------------------------------------------------------- | --------- |
| Dänemark (IFPI) | Platin                                                                 | 1.800.000 |
| Insgesamt       | 1× Platin ·                                                            | 1.800.000 |

### Magic
| Land/Region          | Auszeichnungen für Musikverkäufe (Land/Region, Auszeichnung, Verkäufe) | Verkäufe  |
| -------------------- | ---------------------------------------------------------------------- | --------- |
| Dänemark (IFPI)      | Platin                                                                 | 2.600.000 |
| Spanien (Promusicae) | Gold                                                                   | 4.000.000 |
| Insgesamt            | 1× Gold · 1× Platin ·                                                  | 6.600.000 |

### A Sky Full of Stars
| Land/Region          | Auszeichnungen für Musikverkäufe (Land/Region, Auszeichnung, Verkäufe) | Verkäufe   |
| -------------------- | ---------------------------------------------------------------------- | ---------- |
| Dänemark (IFPI)      | Platin                                                                 | 2.600.000  |
| Spanien (Promusicae) | Platin                                                                 | 8.000.000  |
| Insgesamt            | 2× Platin ·                                                            | 10.600.000 |

### Something Just Like This
| Land/Region  | Auszeichnungen für Musikverkäufe (Land/Region, Auszeichnung, Verkäufe) | Verkäufe    |
| ------------ | ---------------------------------------------------------------------- | ----------- |
| Japan (RIAJ) | Platin                                                                 | 100.000.000 |
| Insgesamt    | 1× Platin ·                                                            | 100.000.000 |

### My Universe
| Land/Region  | Auszeichnungen für Musikverkäufe (Land/Region, Auszeichnung, Verkäufe) | Verkäufe   |
| ------------ | ---------------------------------------------------------------------- | ---------- |
| Japan (RIAJ) | Gold                                                                   | 50.000.000 |
| Insgesamt    | 1× Gold ·                                                              | 50.000.000 |

## Auszeichnungen nach Videoalben

### Coldplay Live 2003
| Land/Region                  | Auszeichnungen für Musikverkäufe (Land/Region, Auszeichnung, Verkäufe) | Verkäufe  |
| ---------------------------- | ---------------------------------------------------------------------- | --------- |
| Argentinien (CAPIF)          | Platin                                                                 | 8.000     |
| Australien (ARIA)            | 8× Platin                                                              | 120.000   |
| Deutschland (BVMI)           | 2× Platin                                                              | 100.000   |
| Frankreich (SNEP)            | 3× Platin                                                              | 60.000    |
| Kanada (MC)                  | 8× Platin                                                              | 80.000    |
| Mexiko (AMPROFON)            | Gold                                                                   | 10.000    |
| Österreich (IFPI)            | Gold                                                                   | 5.000     |
| Portugal (AFP)               | Platin                                                                 | 8.000     |
| Vereinigte Staaten (RIAA)    | 6× Platin                                                              | 600.000   |
| Vereinigtes Königreich (BPI) | 2× Platin                                                              | 100.000   |
| Insgesamt                    | 2× Gold · 31× Platin ·                                                 | 1.091.000 |

### Live 2012
| Land/Region                  | Auszeichnungen für Musikverkäufe (Land/Region, Auszeichnung, Verkäufe) | Verkäufe |
| ---------------------------- | ---------------------------------------------------------------------- | -------- |
| Australien (ARIA)            | 7× Platin                                                              | 105.000  |
| Frankreich (SNEP)            | Diamant                                                                | 60.000   |
| Kanada (MC)                  | 4× Platin                                                              | 40.000   |
| Portugal (AFP)               | 3× Platin                                                              | 24.000   |
| Spanien (Promusicae)         | Gold                                                                   | 10.000   |
| Vereinigtes Königreich (BPI) | 4× Platin                                                              | 200.000  |
| Insgesamt                    | 1× Gold · 18× Platin · 1× Diamant ·                                    | 439.000  |

## Statistik und Quellen
| Land/RegionAuszeichnungen für Musikverkäufe (Land/Region, Auszeichnungen, Verkäufe, Quellen) | Silber       | Gold         | Platin         | Diamant       | Verkäufe     | Quellen                                                   |
| -------------------------------------------------------------------------------------------- | ------------ | ------------ | -------------- | ------------- | ------------ | --------------------------------------------------------- |
| Argentinien (CAPIF)                                                                          | —            | 2× Gold2     | 12× Platin12   | —             | 498.000      | capif.org.ar                                              |
| Australien (ARIA)                                                                            | —            | 2× Gold2     | 136× Platin136 | —             | 8.765.000    | aria.com.au                                               |
| Belgien (BRMA)                                                                               | —            | 4× Gold4     | 20× Platin20   | —             | 785.000      | ultratop.be                                               |
| Brasilien (PMB)                                                                              | —            | 3× Gold3     | 8× Platin8     | 5× Diamant5   | 1.340.000    | pro-musicabr.org.br                                       |
| Chile (IFPI)                                                                                 | —            | Gold1        | Platin1        | —             | 20.000       | Einzelnachweise                                           |
| Dänemark (IFPI)                                                                              | —            | 10× Gold10   | 58× Platin58   | —             | 3.002.500    | ifpi.dk                                                   |
| Deutschland (BVMI)                                                                           | —            | 5× Gold5     | 30× Platin30   | —             | 9.650.000    | musikindustrie.de                                         |
| Europa (IFPI)                                                                                | —            | —            | 21× Platin21   | —             | (21.000.000) | ifpi.org (Memento vom 1. Januar 2014 im Internet Archive) |
| Finnland (IFPI)                                                                              | —            | 2× Gold2     | 3× Platin3     | —             | 99.824       | ifpi.fi                                                   |
| Frankreich (SNEP)                                                                            | —            | 14× Gold14   | 15× Platin15   | 5× Diamant5   | 4.528.032    | infodisc.fr snepmusique.com                               |
| Griechenland (IFPI)                                                                          | —            | 3× Gold3     | 2× Platin2     | —             | 67.500       | Einzelnachweise                                           |
| Hongkong (IFPI/HKRIA)                                                                        | —            | —            | Platin1        | —             | 20.000       | Einzelnachweise                                           |
| Irland (IRMA)                                                                                | —            | —            | 14× Platin14   | —             | 210.000      | irishcharts.ie                                            |
| Island (IFPI)                                                                                | —            | Gold1        | —              | —             | 6.000        | Einzelnachweise                                           |
| Italien (FIMI)                                                                               | —            | 15× Gold15   | 77× Platin77   | —             | 4.520.000    | fimi.it                                                   |
| Japan (RIAJ)                                                                                 | —            | 6× Gold6     | 2× Platin2     | —             | 750.000      | riaj.or.jp JP2 JP3                                        |
| Kanada (MC)                                                                                  | —            | 6× Gold6     | 55× Platin55   | —             | 3.970.000    | musiccanada.com                                           |
| Kolumbien (ASINCOL)                                                                          | —            | —            | 4× Platin4     | —             | 40.000       | Einzelnachweise                                           |
| Mexiko (AMPROFON)                                                                            | —            | 6× Gold6     | 11× Platin11   | 3× Diamant3   | 2.250.000    | amprofon.com.mx                                           |
| Neuseeland (RMNZ)                                                                            | —            | 9× Gold9     | 84× Platin84   | —             | 2.182.500    | aotearoamusiccharts.co.nz NZ2 NZ3                         |
| Niederlande (NVPI)                                                                           | —            | Gold1        | 6× Platin6     | —             | 430.000      | nvpi.nl                                                   |
| Norwegen (IFPI)                                                                              | —            | —            | 8× Platin8     | —             | 311.000      | ifpi.no NO2                                               |
| Österreich (IFPI)                                                                            | —            | 7× Gold7     | 8× Platin8     | —             | 322.500      | ifpi.at                                                   |
| Polen (ZPAV)                                                                                 | —            | 6× Gold6     | 10× Platin10   | 2× Diamant2   | 792.500      | olis.pl                                                   |
| Portugal (AFP)                                                                               | —            | 6× Gold6     | 59× Platin59   | —             | 692.000      | Einzelnachweise                                           |
| Russland (NFPF)                                                                              | —            | Gold1        | Platin1        | —             | 30.000       | 2m-online.ru                                              |
| Schweden (IFPI)                                                                              | —            | 2× Gold2     | 17× Platin17   | —             | 1.190.000    | sverigetopplistan.se                                      |
| Schweiz (IFPI)                                                                               | —            | 6× Gold6     | 21× Platin21   | —             | 625.000      | hitparade.ch                                              |
| Singapur (RIAS)                                                                              | —            | Gold1        | 4× Platin4     | —             | 45.000       | rias.org.sg                                               |
| Spanien (Promusicae)                                                                         | —            | 22× Gold22   | 48× Platin48   | —             | 3.400.000    | elportaldemusica.es ES2                                   |
| Türkei (Mü-YAP)                                                                              | —            | Gold1        | —              | —             | 5.000        | mu-yap.org                                                |
| Ungarn (MAHASZ)                                                                              | —            | —            | 5× Platin5     | —             | 30.000       | slagerlistak.hu                                           |
| Vereinigte Staaten (RIAA)                                                                    | —            | 2× Gold2     | 56× Platin56   | Diamant1      | 65.100.000   | riaa.com                                                  |
| Vereinigtes Königreich (BPI)                                                                 | 14× Silber14 | 7× Gold7     | 106× Platin106 | —             | 51.662.000   | bpi.co.uk                                                 |
| Insgesamt                                                                                    | 14× Silber14 | 151× Gold151 | 903× Platin903 | 16× Diamant16 |              |                                                           |